# Andrés Mayoral Alonso de Mella
Andrés Mayoral Alonso de Mella   (Molacillos, 1685 - València, 6 d'octubre de 1769) conegut com l'Arquebisbe Mayoral, fou Arquebisbe de València.

## Biografia
Va estudiar a la Universitat d'Alcalá de Henares. En acabar els seus estudis va ocupar el càrrec de canongia magistral de Lleó. Va ser canonge lector a Sevilla i bisbe de Ceuta durant el període que comprèn des del 9 d'abril de 1731 fins al 1737. En aquesta ciutat va promoure la construcció del sagrari de la catedral. L'any 1737, Felip V el proposà per a l'Arquebisbat de València; el papa Climent XII el va aprovar com a arquebisbe el 25 de gener del mateix any. Va prendre possessió el 31 de març del 1738 mitjançant un procurador, i el 8 de setembre va fer l'entrada a la seua nova seu.
A València es dedicà a combatre la influència dels enciclopedistes francesos i les seues idees racionalistes, i per a això va impulsar la creació de centres docents, com la Casa de Santa Rosa de Lima (edifici ara ocupat i reformat per l'Ajuntament), el Seminari Andresià i altres col·legis a la ciutat (com les Escoles Pies), i altres dins de l'arquebisbat, com la Casa d'Ensenyança a Xàtiva. A banda, també va fundar la biblioteca del Palau Arquebisbal amb més de 12.000 volums, i el 1761 va crear un Museu al mateix palau, precedent de l'actual Museu diocesà de la catedral.
Es preocupà pel sanejament dels comptes de l'administració de l'arquebisbat, portant una acurada comptabilitat dels béns catedralicis. Va posar fi als abusos en el culte i els sagraments; per exemple, l'any 1763 va prohibir les processons de disciplinants. L'any 1762 va dictar que els llibres parroquials s'escrigueren únicament en castellà.
Fou un benefactor de l'Hospital General, del Col·legi Imperial d'Orfes de sant Vicent i de la Casa de la Misericòrdia.